# Benn Jordan
Benn Lee Jordan (28 oktober 1979) is een Amerikaanse moderne jazz en IDM-muzikant. Hij opereert onder veel verschillende pseudoniemen. Zijn meest verspreide artiestennaam is The Flashbulb. Andere bekende namen waaronder Jordan releases heeft uitgebracht zijn Acidwolf, Human Action Network en FlexE.
- Gemeinsame Normdatei: 1067082840
- International Standard Name Identifier: 0000 0003 7246 0471
- MusicBrainz: 5af00f0f-1519-4494-8698-adb132e68a8e
- Virtual International Authority File: 311195581
- WorldCat: E39PBJbGXGK8qDfydW8bC8G8md